# 岩井隆之 (ゲーム音楽家)
岩井 隆之（いわい たかゆき）は、フリーランスで活動しているゲームサウンドクリエイター。大阪府出身。

## 略歴
株式会社カプコンに所属し『ヴァンパイアシリーズ』などアーケードゲームの対戦格闘ゲームの音楽を手掛けていた。フリーランスとなった後は同じく元カプコンの岩井由紀と共にゲームサウンド制作チーム「Wavelink Zeal」を結成する。現在はゲームサウンド制作チーム「ZEAL★DoQMaL」で活動中。

## 人物
学校法人大阪スクールオブミュージック専門学校卒業。
1990年から1993年まで株式会社OAVに所属。ミキシング・エンジニア業務に従事。
1993年から2000年まで株式会社カプコンに所属。
2000年から2007年までフリーランスで活動。
2007年から2013年まで株式会社クラフト&マイスターに所属。サウンド制作全般&サウンドディレクション業務に従事。
2013年から再びフリーランスで活動。

## 作品

### カプコン時代
- ダンジョンズ&ドラゴンズ タワーオブドゥーム
- ヴァンパイア The Night Warriors
- パワード ギア
- エックス・メン チルドレン オブ ジ アトム
- クイズ殿様の野望2 全国版
- ヴァンパイアハンター Darkstalkers' Revenge
- サイバーボッツ
- マーヴル・スーパーヒーローズ
- スーパーパズルファイターIIX
- ウォーザード
- ヴァンパイアセイヴァー The Lord of Vampire
- ヴァンパイアハンター2 Darkstalkers' Revenge
- ヴァンパイアセイヴァー2 The Lord of Vampire
- スターグラディエイター2 NIGHTMARE OF BILSTEIN
- ストリートファイターZERO3
- 超鋼戦紀キカイオー（ボーカリスト『髑丸』として参加）
- スポーン イン ザ デーモンズ ハンド
- 燃えろ!ジャスティス学園（ギター&ベース演奏）

### クラフト＆マイスター時代
- コードギアス 反逆のルルーシュ LOST COLORS
- 鋼の錬金術師 FULLMETAL ALCHEMIST 約束の日へ
- アースシーカー（サウンドディレクション）
- ガンダムブレイカー（サウンドディレクション）
- ムシブギョー

### フリーランス時代
- SIMPLE2000シリーズ Vol.11 THE オフロードバギー
- R-TYPE FINAL
- 武蔵伝II ブレイドマスター
- ティンクルスタースプライツ〜La Petite Princesse〜
- クイズ機動戦士ガンダム 問・戦士
- CV 〜キャスティングボイス〜
- SIMPLEシリーズ @SIMPLE DL シリーズ Vol.37 THE 巨人走
- 梨汁アクション!ふなっしーの愉快なおはなっしー（サウンド制作協力）
- R-TYPE FINAL2